# Pingus
Pingus — свободная компьютерная игра, которую создал немецкий программист Инго Рюнке, и которая основана на игровом процессе классической игры Lemmings, с пингвинами вместо леммингов.
Все уровни, которые поставляются с игрой, можно проходить, в игре есть звуки и музыка.
Игру Pingus не следует путать с детским мультсериалом «Пингу» (англ. Pingu).

## Игровой процесс

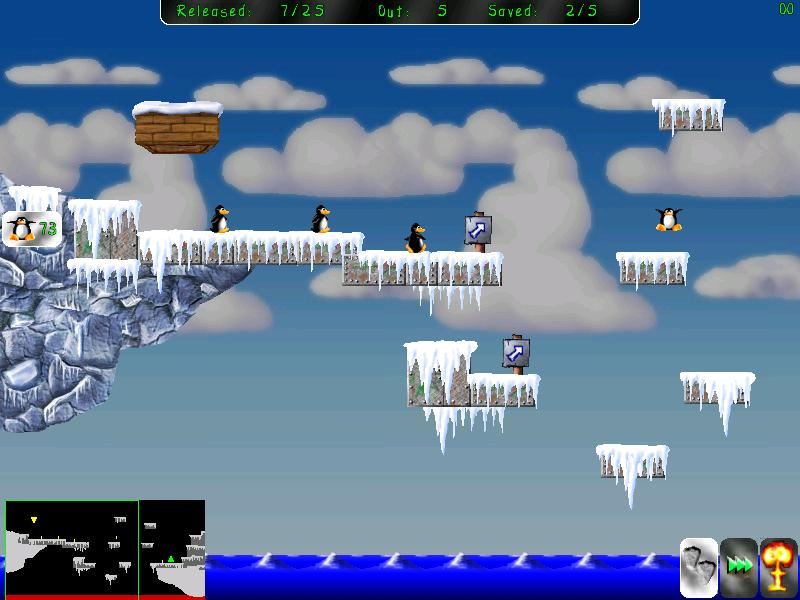
Пингвины прыгают на платформы при помощи игрока, чтобы добраться до выхода.

В этой игре надо проводить пингвинов к выходу и помогать им преодолеть препятствия командами. Как только не меньше определённого количества пингвинов спасено, уровень успешно завершается.
Препятствия — это земля, металл, вода, лава, слизь и ловушки. Пингвины могут копать землю, но не металлические объекты. Пингвины тонут в воде (хотя в реальности пингвины не тонут в воде), слизи и лаве.
Также в игре есть специальные объекты: дверь, рычаг и телепорт. Дверь отворяется рычагом, который обычно стоит в другом месте.
Пингвинам можно давать эти команды:
| Имя команды | Действие                                |
| ----------- | --------------------------------------- |
| Basher      | Копать проход в стене.                  |
| Blocker     | Закрыть путь пингвинам.                 |
| Bomber      | Взорвать пингвина и землю рядом с ним.  |
| Bridger     | Построить лестницу из ступеней.         |
| Climber     | Ходить по стене.                        |
| Digger      | Сверлить яму.                           |
| Floater     | Надеть парашют, чтобы безопасно падать. |
| Jumper      | Прыгнуть.                               |
| Miner       | Копать диагональную яму.                |
| Slider      | Лечь на живот и скользить.              |

## Сюжет

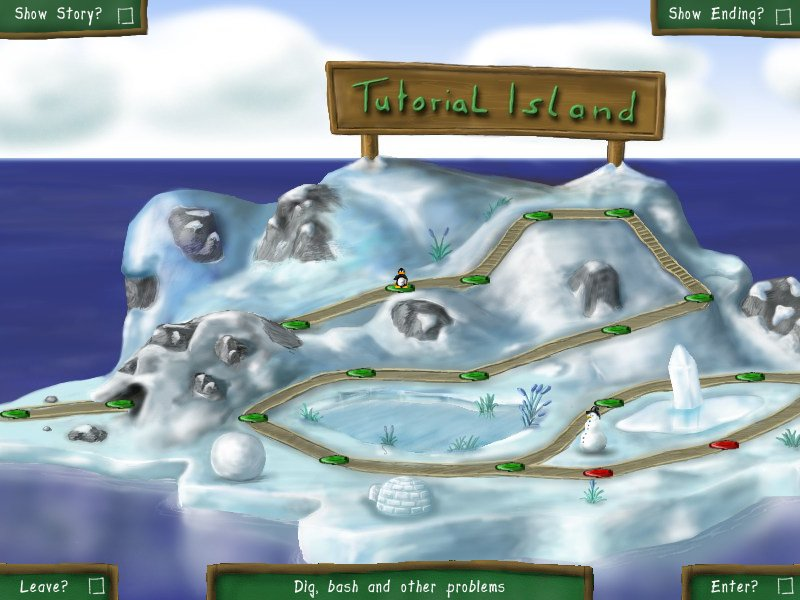
Карта игрового мира

На Южном полюсе идёт потепление и животные, живущие на нём, теперь ищут более холодные места. Пингвины после собрания решаются отправить экспедицию по всему миру для выяснения причины потепления, и её члены отправляются на остров Обучения (англ. Tutorial Island). Они обучаются базовым приёмам для того, чтобы выжить в путешествии.
После того, как пингвины научились использовать базовые приёмы, они отправляются в путешествие по всему миру. Однако льдина, на которой плыли пингвины, при пути в тёплые места раста́ет, поэтому пингвины находят дерево в конце острова и делают из него плот. Пингвины начинают путешествие по всему миру.
Пингвинов ждут различные приключения: они окажутся в пустыне, совершат поход на фабрику, при этом решая головоломки под контролем игрока. Есть ещё наборы уровней, созданные командой разработчиков к Хэллоуину 2007, к Хэллоуину 2011, и к Рождеству 2011, и множество других наборов.

## Разработка

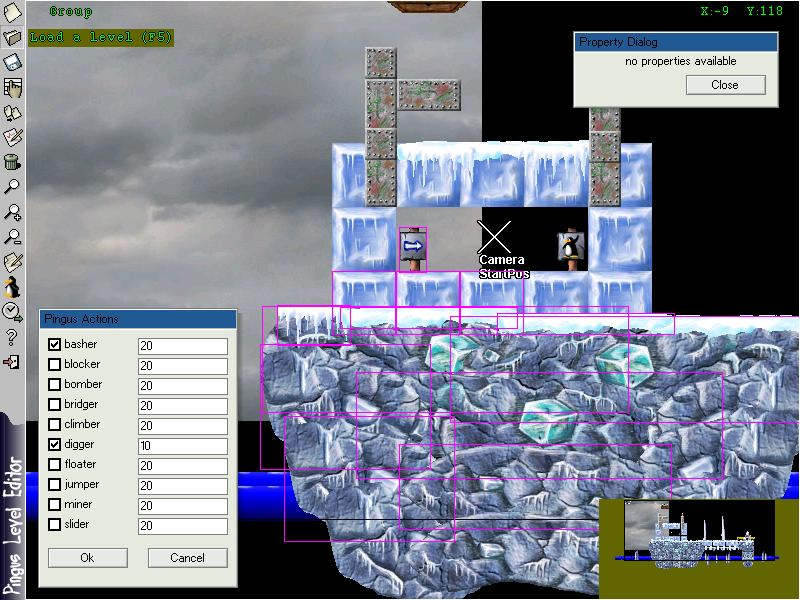
Редактор уровней для Pingus

Над игрой начали работать в конце 1998 года, согласно официальному сайту. Она стала первой Игрой месяца (Game of the Month или GotM) проекта The Linux Game Tome, а за ней играми месяца становились SuperTux, SuperTuxKart и Lincity. Первая выпущенная после номинации версия 0.6 появилась в 2003 году для ОС Linux. В ней появились новые уровни и редактор уровней. 11 февраля 2006 года Pingus перенесли с библиотеки ClanLib на SDL. Тогда Pingus имел только 22 доступных из интерфейса игры уровня, все связанные с зимней темой. 27 августа 2007 года была выпущена версия 0.7.0, начиная с которой Pingus благодаря SDL стал кроссплатформенным. 23 сентября 2007 года появилась версия 0.7.1 с новым редактором уровней. 31 октября 2007 года выпустили версию 0.7.2 с особым хэллоуинским набором уровней. В версии 0.7.3 разработчики устранили мелкие ошибки для улучшения совместимости с GCC.
Согласно официальному сайту, последнюю версию Pingus (0.7.6) выпустили 24 декабря 2011 года. В ней добавлены дополнительные рождественские и хэллоуинские наборы уровней.
23 марта 2015 года исходный код Pingus был перенесён на Github.

## Оценки
Игру благосклонно приняла пресса: CNN.com, about.com, Unix Review и многие другие обзоры и публикации[какие?].